# Madura United FC
Madura United FC is een Indonesische voetbalclub uit Bangkalan op Madoera, Oost-Java. De club is uit een licentieovername opgericht op 10 januari 2016. Het eerste elftal komt uit in de Liga 1.

## Geschiedenis
Madura United FC werd op 10 januari 2016 opgericht, nadat de licentie van Persipasi Bandung Raya werd overgenomen en de licentie verhuist werd naar het eiland Madoera. De overgenomen club was zelf in 2015 ontstaan uit een fusie tussen Persipasi Bekasi en Pelita Jaya, waarvan de laatste club al eerder succesvol met drie kampioenschappen in de Galatama, destijds de naam van het semiprofessionele voetbalkampioenschap van Indonesië.
Madura United maakte haar debuut in het Indonesische voetbalkampioenschap in het seizoen 2016, waarin Madura een derde plaats behaalde.
Arema ·
Bali United ·
Barito Putera ·
Bhayangkara ·
Borneo ·
Kalteng Putra ·
Madura United ·
Persebaya Surabaya ·
Persela ·
Perseru ·
Persib ·
Persija ·
Persipura ·
PSIS Semarang ·
PSM ·
PSS Sleman ·
Semen Padang ·
PS-TIRA ·